# 利根健太朗
利根 健太朗（とね けんたろう、1982年5月29日 - ）は、日本の男性声優。広島県出身。アイムエンタープライズ所属。

## 略歴
小学校3年生から5年生まで、父親の仕事の関係でアメリカに住んでいた。日本に帰国後、広島城北中学校・高等学校では放送部に所属。東京外国語大学外国語学部に進学し、タガログ語を専攻。東京外国語大学では放送部がなかったため、演劇サークルに入る。その後、大学2年生のときに日本ナレーション演技研究所に通い始め、入所4年目（研修科2年目）でアイムエンタープライズへの所属が決まる。なお、大学の方は7年かけて卒業している。2006年、茨城県近代美術館の『真夜中の美術館』展示用コンテンツの仕事でデビュー。
2019年6月15日、同じく声優の高倉有加と結婚したことが双方のTwitterで発表された。2021年12月24日に第1子となる女児が誕生。

## 人物
愛称はトネケン、もじゃ。
アフロヘアーと間違えられるほどの天然パーマがトレードマークで、愛称の1つ「もじゃ」もこの髪型に由来する。小学生のときにアメリカに住んでいたこともあり、英会話が得意。英検準1級の資格を持つ。音響機器が好きで、趣味に「効果音作り」、特技に「舞台音響」を挙げている。趣味・スポーツは舞台鑑賞、効果音作り、サイクリング。自身の性格については「根に人を楽しませたい、喜んでもらいたいという気持ちがある」と発言している。
俳優の鈴木亮平とは大学の同期で、在学中は同じ演劇サークルに所属していた。また、藤田咲・丹沢晃之・成家義哉・中村公子・大西望は日本ナレーション演技研究所の研修科時代の同期。アイムエンタープライズの同期に日笠陽子・折戸マリ・早見沙織がいる。

## 出演
太字はメインキャラクター。

### テレビアニメ
2006年
- 地獄少女 二籠（豊田八六）
- ひぐらしのなく頃に（鉄平の友人）

2007年
- 風のスティグマ（妖魔）
- Kanon（第2作）（英語教師、生徒）
- ケロロ軍曹（プタタ、首相、キャスター、ラクガキの住人）
- 灼眼のシャナII（生徒会長）
- 優しさと感動のこだま
- ルパン三世 霧のエリューシヴ
- ロビーとケロビー（アイプー族B）
- ロミオ×ジュリエット（兵）

2008年
- イタズラなKiss（ハワイの警官）
- 一騎当千 シリーズ（2008年 - 2010年、闘士B、チンピラB、韋亥） - 2シリーズ
- 銀魂（猫、ゲロー将軍）
- 恋姫†無双（手下、兵）
- ゴルゴ13（判事）
- しゅごキャラ!!どきっ（大空エイジ、ひなこの父）
- TYTANIA -タイタニア-（兵士、オペレーター、店主、議員、係官 他）
- テイルズ オブ ジ アビス（上級士官）
- 鉄腕バーディー DECODE（クェッ・ク・ギニー）
- NARUTO -ナルト- 疾風伝（木ノ葉の忍、火の寺の忍僧、ナウマ、コウモリ男、濡羅吏）
- 北斗の拳 ラオウ外伝 天の覇王（ジライ団、ギオン兵）
- ヤッターマン（第2作）（イケメンレンジャーブルー、田中さん、レポーター、観客、マネージャー、高見沢さん? 他）

2009年
- キディ・ガーランド（9課スミス、ゾンビロボ）
- グイン・サーガ（ポラック、モーリス、モンゴール兵、アグラーヤ兵、アグラーヤの民）
- CLANNAD 〜AFTER STORY〜（生徒）
- けいおん!（教師）
- テガミバチ（ハン、村人A、住民B、町の男2）
- 東のエデン（AKX20000）
- ヒゲぴよ（お相撲さん）
- Phantom 〜Requiem for the Phantom〜（消防隊員）

2010年
- 黒執事II（神父）
- 生徒会役員共（2010年 - 2014年、外国人、本人、機長、大門先生、ナンパ男 他） - 2シリーズ
- ソ・ラ・ノ・ヲ・ト（兵士A、研究員）
- ダンス イン ザ ヴァンパイアバンド（AD、役員A）
- バクマン。（2010年 - 2013年、服部哲） - 3シリーズ
- はなまる幼稚園（葵の父）
- BLEACH（男）

2011年
- ダンタリアンの書架（男爵）
- トリコ（スミス支配人、ドランカー）
- へうげもの（住職、僧）
- べるぜバブ（不良E、陣野かおる）

2012年
- エリアの騎士（ゴメス）
- クレヨンしんちゃん（2012年 - 2024年、英語教師、ボウリング音声、ナレーション、外国人店員、アントニオ・オバンデス 他）
- K（ボス）
- SKET DANCE（オタク男）
- 戦姫絶唱シンフォギア（来国諜報部員、諜報部員）
- ハヤテのごとく! CAN'T TAKE MY EYES OFF YOU（強盗）

2013年
- ガイストクラッシャー（ドクター・マグネス、一郎）
- キューティクル探偵因幡（警官、キメラ、刑事、看守ロボ）
- 黒子のバスケ（観客）
- 団地ともお（木下鉄雄、福引係）
- デート・ア・ライブ（2013年 - 2024年、幹本雅臣、折紙 父） - 5シリーズ
- 勇者になれなかった俺はしぶしぶ就職を決意しました。（ザキヤマ・ハブナオト、客A)

2014年
- ドラえもん（テレビ朝日版第2期）（2014年 - 2025年、ゲーリーウォーター、ポール、くらのもちのみこ、セールスロボ、フニャコフニャ夫 他）
- ふうせんいぬティニー（ポーラおじさん、コン、ヒョウクス、ハリネズミ、おまわりさん）
- LOVE STAGE!!（編集者）
- ONE PIECE（おもちゃの兵隊）

2015年
- アイドルマスター シンデレラガールズ（警察官A、カメラマンA、スタッフ、カメラマン、プロモーター 他）
- うたわれるもの 偽りの仮面（オシュトル / ウコン）
- オーバーロード（2015年 - 2018年、ザック、隊長） - 2シリーズ
- おそ松さん（2015年 - 2021年、MASA職員、プレジデント、トト子の父、ナレーション、グローバル松 他） - 3シリーズ
- 幸腹グラフィティ（きりんの父、「オムライスを求めて三千里」主人公、カップル男、三人のシェフ、良蔵おじさん 他）
- コンクリート・レボルティオ〜超人幻想〜（IQ）
- 純情ロマンチカ3（木村）
- ニセコイ:（店主、社長、部下、ヤクザ）
- ヤング ブラック・ジャック（高柳）

2016年
- 宇宙パトロールルル子（手下星人、海賊星人、ガヤ星人）
- orange（数学教師）
- 怪盗ジョーカー（怪盗パンプキンヘッド）
- この美術部には問題がある!（部長）
- 坂本ですが?（実況）
- 3月のライオン（2016年 - 2018年、零の父、将棋関係者、高橋の父、記録係、高橋の祖父 他） - 2シリーズ
- ジョーカー・ゲーム（ジョン・ゴードン）
- だがしかし（役人）
- CHEATING CRAFT（父、C型生徒）
- ナースウィッチ小麦ちゃんR（交通安全フェス司会者、実況、司会B、レポーター）
- 忍たま乱太郎（2016年 - 2023年、料理番の親方、殿様、男、忍者）
- 名探偵コナン（2016年 - 2023年、松林敦郎、大原慎介、難波仁志、石鍋大助）
- ラクエンロジック（インキュバス）
- レゴ ネックスナイツ（ハルバート王、ハーブ・ハーバートソン、ビーストマスター）

2017年
- セイレン（宮前宗太）
- BanG Dream!（外国人夫）
- ハンドシェイカー（芥川博士）
- 正解するカド（篠原秀彦〈副機長〉、大臣）
- まけるな!!あくのぐんだん!
- GRANBLUE FANTASY The Animation（店主）
- 南鎌倉高校女子自転車部（観光客）
- カブキブ!（ジム）
- カイトアンサ（転刃千攻、電気鯰犬）
- TSUKIPRO THE ANIMATION（石田先生、タマルさん、買い物客、男優B、松田 他）
- Wake Up, Girls! 新章（村下D）
- 十二大戦（辰代表）

2018年
- ラーメン大好き小泉さん（ワック店員)
- パズドラ（2018年 - 2025年、人力車のススム）
- ニル・アドミラリの天秤（葦切拓真）
- ゲゲゲの鬼太郎（第6作）（いそがし）
- 多田くんは恋をしない（お土産屋 店主）
- フューチャーカード 神バディファイト（鬼塚バンジョウ）
- 邪神ちゃんドロップキック（外国人）
- レイトン ミステリー探偵社 〜カトリーのナゾトキファイル〜（2018年 - 2019年、ミンタン・バーンズ）
- アンゴルモア 元寇合戦記（ウリヤンエデイ）
- ISLAND（スタン）
- 深夜!天才バカボン（書記官、鑑識）
- つくもがみ貸します（弥右衛門）
- CONCEPTION（客2）
- アイカツフレンズ!（音響監督）
- INGRESS THE ANIMATION（国木田慈恩）
- ラディアン（2018年 - 2020年、ミスター・メルバ・パパ、出場者B、群衆C、住民B、フュルゴンド男爵 他） - 2シリーズ
- 爆釣バーハンター（小杉ケタロウ）

2019年
- 臨死!!江古田ちゃん（彼）
- B-PROJECT〜絶頂*エモーション〜（乾）
- W'z《ウィズ》（芥川父）
- スター☆トゥインクルプリキュア（2019年 - 2020年、カルロス、男性）
- ワンパンマン（チョゼ）
- 叛逆性ミリオンアーサー（アンソニー）
- けだまのゴンじろー（大桶三蔵）
- ダンベル何キロ持てる?（語り手）
- ぼくたちは勉強ができない!（外国人A）

2020年
- SHOW BY ROCK!! シリーズ（2020年 - 2021年、お巡りさん、兄貴、マモーレ男、ナレーション、裁川正義 他） - 2シリーズ
- 妖怪学園Y 〜Nとの遭遇〜（2020年 - 2021年、宮沢幸雄、ブロッケンクロック、グレイエージェント、デスコンダクター、ゼンセー、支輪田メスオ、ケンジ、ウーキ将軍 他）
- 宝石商リチャード氏の謎鑑定（八代伯爵）
- ゾイドワイルド ZERO（兵士）
- メジャーセカンド（英邦学院監督、主審）
- まえせつ!（男爵邸カーロス・アリ〈ダンディ〉）
- ハイキュー!! TO THE TOP（鹿尾有敬）
- アサルトリリィ BOUQUET（長官、諜報員）
- おちこぼれフルーツタルト（ナレーション）

2021年
- 装甲娘戦機（団長）
- ウマ娘 プリティーダービー Season 2（司会者）
- 裏世界ピクニック（居酒屋カフェ店員、海兵隊員）
- IDOLY PRIDE（ライブMC A）
- 魔入りました!入間くん（2021年 - 2022年、謎の声 / エリゴス・シネル） - 2シリーズ
- 不滅のあなたへ（2021年 - 2023年、酒爺） - 2シリーズ
- おしりたんてい（チョウチョはかせ）
- アイドリッシュセブン Third BEAT!（2021年 - 2022年、チーフプロデューサー） - 2シリーズ
- 真の仲間じゃないと勇者のパーティーを追い出されたので、辺境でスローライフすることにしました（ディル）
- マブラヴ オルタネイティヴ（門兵B、衛士A、反乱軍衛士）
- 王様ランキング（2021年 - 2023年、サンデオ、レーン、病人、ブラック、傭兵 他） - 2シリーズ

2022年
- 異世界美少女受肉おじさんと（ミギー）
- 賢者の弟子を名乗る賢者（ドラン、樹皮の男）
- うたわれるもの 二人の白皇（オシュトル〈ハク〉）
- 新テニスの王子様 U-17 WORLD CUP（2022年 - 2024年、ユルゲン・バリーサヴィチ・ボルク） - 2シリーズ
- Extreme Hearts（実況アナウンサー、アナウンス）
- ユーレイデコ（ミツマメ）
- 組長娘と世話係（柿原洋二）
- VAZZROCK THE ANIMATION（MC）
- ポプテピピック TVアニメーション作品第二シリーズ（車掌）
- ぼっち・ざ・ろっく!（サラリーマン）

2023年
- UniteUp!（ミュージシャン）
- デッドマウント・デスプレイ（火吹き蟲）
- 政宗くんのリベンジR（愛姫の父親）
- 好きな子がめがねを忘れた（時田）
- ちいかわ（けん玉おじさん、カブトムシ〈大〉）
- デキる猫は今日も憂鬱（大家）
- ビックリメン（ボブ、亀神アリババ）
- はめつのおうこく（ガスマスク）
- ティアムーン帝国物語〜断頭台から始まる、姫の転生逆転ストーリー〜（男、ジェム）
- ゴブリンスレイヤーII（近衛将軍）
- シャングリラ・フロンティア（2023年 - 2024年、陽務仙次）

2024年
- 魔都精兵のスレイブ（服部）
- HIGHSPEED Étoile（フォーク・オグラ）
- 夜桜さんちの大作戦（はっぴー）
- 鬼滅の刃 柱稽古編
- 魔王軍最強の魔術師は人間だった（ジロン）
- キン肉マン 完璧超人始祖編（2024年 - 2025年、カレクック） - 2シリーズ
- 菜なれ花なれ（マイルス・コルトレーン）
- この世界は不完全すぎる（衛兵長）
- ダンジョンの中のひと（パラッポプァロウ）
- しかのこのこのここしたんたん（ミウラ・ジョン）
- 結婚するって、本当ですか（進士奨）
- FAIRY TAIL 100年クエスト（2024年 - 2025年、マッドモール〈2代目〉）
- BLEACH 千年血戦篇-相剋譚-（与五郎太）
- 七つの大罪 黙示録の四騎士（ロックランザ）
- アサティール2 未来の昔ばなし（お金持ち）

2025年
- この会社に好きな人がいます（三田逸郎）
- 魔神創造伝ワタル（天部勝仁、村人A、村人B、ブロッキンA、ブロック爺 他）
- 全修。（チンゴスマン）
- 最強の王様、二度目の人生は何をする?（敵国の王、アルデュイン・エラリス）
- ウマ娘 シンデレラグレイ（カサマツレース場の実況）
- ボールパークでつかまえて!（デニス）
- 忍者と殺し屋のふたりぐらし（お客さん、採用担当者、犬、競馬中継、殺し屋）
- 未ル わたしのみらい（現地職員）
- 中禅寺先生物怪講義録 先生が謎を解いてしまうから。（カーター）
- 小市民シリーズ（勝木）
- ブスに花束を。（田端の父）
- ゲーセン少女と異文化交流（漢気コアラ、漢気コアラファイター、オリバー・ベイカー）
- ニャイト・オブ・ザ・リビングキャット（操縦士）

### 劇場アニメ
2009年
- 劇場版 ヤッターマン 新ヤッターメカ大集合! オモチャの国で大決戦だコロン!（郵便メカ）

2010年
- 劇場版 銀魂 新訳紅桜篇

2012年
- 映画 プリキュアオールスターズNewStage みらいのともだち（街の人々）

2013年
- クレヨンしんちゃん バカうまっ!B級グルメサバイバル!!（ステーキライダー）

2015年
- 劇場版 PSYCHO-PASS サイコパス（サムリン）
- 劇場版デート・ア・ライブ 万由里ジャッジメント（幹本）

2017年
- KING OF PRISM -PRIDE the HERO-（ハリウッドスターA）
- 劇場版 生徒会役員共（2017年 - 2021年、大門先生、ナオくん、学園長、男子、ゴキブリ、キノコ） - 2作品

2018年
- 劇場版 マジンガーZ / INFINITY（職員）
- クレヨンしんちゃん 爆盛!カンフーボーイズ〜拉麺大乱〜（研究員A）
- 名探偵コナン ゼロの執行人（アナウンサーC）

2019年
- えいがのおそ松さん（内川）
- クレヨンしんちゃん 新婚旅行ハリケーン 〜失われたひろし〜（仮面族）
- ぼくらの7日間戦争（マレットの父）

2020年
- KING OF PRISM ALL STARS -プリズムショー☆ベストテン-（人工衛星）
- 劇場版 ハイスクール・フリート（海賊リーダー）

2022年
- 映画ドラえもん のび太の宇宙小戦争 2021（オペレーター）
- クレヨンしんちゃん もののけニンジャ珍風伝（ハラノ・シタゲー博士）
- 映画 ゆるキャン△（刈谷）

2023年
- 劇場版 乙女ゲームの破滅フラグしかない悪役令嬢に転生してしまった…（隊長）

2024年
- 機動戦士ガンダムSEED FREEDOM（リュー・シェンチアン）

2025年
- クレヨンしんちゃん 超華麗!灼熱のカスカベダンサーズ

### OVA
- CLANNAD 〜AFTER STORY〜（2009年、生徒）
- TO（2009年、ロジャー）
- コープスパーティー Tortured Souls -暴虐された魂の呪叫-（2013年、他校生A）
- ろぼっとアトム（2015年、パト兄）
- GRANBLUE FANTASY The Animation Extra 2（2017年、ジャック）

### Webアニメ
- アニメで分かる心療内科（2015年、夫、黒服、外国人）
- しーちゃんのごちそう（2022年、お父ちゃん）

### ゲーム
2006年
- ARIA The NATURAL 〜遠い記憶のミラージュ〜（喫茶店のマスター）
- 龍刻 RYU-KOKU

2007年
- ドンキーコング たるジェットレース（ランキーコング）

2008年
- Lの季節2 invisible memories（菅沼真一）
- グラナド・エスパダ（オーシュマスケッティア〈男〉、エデュアルド・ヒンギス）
- ナイトウィザード The VIDEO GAME 〜Denial of the World〜

2009年
- キモかわE!（サナタキア）
- パズル -ぼくらの48時間戦争-（不明）
- Myself ; Yourself それぞれのfinale（星野優作）

2010年
- Memories Off ゆびきりの記憶（マーティ・ケイシー・フォスター）

2011年
- AKIBA'S TRIP（ヤタベさん）
- ラストストーリー（ゾラ）

2012年
- AKIBA'S TRIP PLUS（ヤタベさん）

2013年
- XBLAZE CODE:EMBRYO（ドライ）
- ガイストクラッシャー（ドクター・マグネス）
- スーパーロボット大戦UX（連邦軍兵士、テロリスト、兵士）
- ドラゴンボールヒーローズ（2013年 - 2017年、海賊ロボ） - 4作品

2014年
- 俺の屍を越えてゆけ2（鹿島中竜、十六夜伏丸、入谷朝近、木霊ノ寝太郎、虫寄せ花乱）
- ヤタガラス Attack on Cataclysm（アナウンス）

2015年
- うたわれるもの シリーズ（2015年 - 2022年、ハク / オシュトル〈ハク〉〈2代目〉、ウコン / オシュトル、ハル、ナレーション） - 8作品
- スーパーロボット大戦BX（連邦軍兵士）
- 戦魂 -SENTAMA-（今川義元）

2016年
- ニル・アドミラリの天秤 帝都幻惑綺譚（葦切拓真）
- クイズRPG 魔法使いと黒猫のウィズ（2016年 - 2024年、ギブン、ドボス・ズレツキー、マチュー・イニス）

2017年
- 桜花裁き 斬（東条藍之助、富山佐々良）
- 真・女神転生 DEEP STRANGE JOURNEY（テリー、フォルネウス）
- ゼノブレイド2（バトルナレーション、オオツチ）
- ニル・アドミラリの天秤 クロユリ炎陽譚（葦切拓真、ハンス・ハメル）
- ファイアーエムブレム ヒーローズ（2017年 - 2024年、リフ、ラインハルト、バアトル）

2018年
- グランドチェイス -次元の追跡者-（バルザック）
- クロノマギア（ライザー）

2019年
- プラチナ・トレイン（稲葉白兎）
- 天地の如く（張コウ）
- SAMURAI SPIRITS（アースクェイク）
- ヒーロー'sパーク（久琉幸之助）
- グランブルーファンタジー（2019年 - 2023年、ワーヒドゥ、素敵なステッキ、マルスベル）
- Bright Memory（カーター、敵兵士B）
- うたわれるもの ロストフラグ（2019年 - 2022年、ハク〈2代目〉 / オシュトル〈ハク〉 / マシロ、ウコン / オシュトル、ランシュタル、ハル、フギト）
- 妖怪ウォッチ ぷにぷに（クロックマン、ブロッケンクロック 他）

2020年
- 妖怪学園Y 〜ワイワイ学園生活〜（クロックマン、ブロッケンクロック、デスコンダクター、ゼンセー 他）

2021年
- タイムディフェンダーズ（サンゲトリクス）
- 機動戦士ガンダム U.C. ENGAGE（2021年 - 2025年、ナレーション）
- モンスターストライク（2021年 - 2024年、骸〈羅刹〉、リュー・シェンチアン）

2023年
- ソードアート・オンライン ラスト・リコレクション（カイナン）

2024年
- ユニコーンオーバーロード（ボーモン）
- モンソニ!（2024年 - 2025年、羅刹）
- ファイナルファンタジーXIV（フンムルク）
- メタファー：リファンタジオ（ジン）
- ドラゴンクエストX 未来への扉とまどろみの少女 オンライン（ベサワキ、ワギ神）
- 八剱伝Switch版（酒々井導雪、郭五徳、黒）

### ドラマCD
- 織田信奈の野望（足軽）
- 黒執事
- COLD SLEEP（石井）
- 胡鶴捕物帳 第弐巻（夷根屋）
- 三千世界の鴉を殺し 5＜後篇＞（仕官B）
- 純真にもほどがある!（先生）
- 召喚士マリア
- 戦国BASARA
- ソウルクレイドル ドラマCD 〜宮廷魔術師ヨードの華麗なる!大冒険〜（盗賊A）
- ちぇんじ123
- NOW HERE（勝岡）
- 猫と私の金曜日（愛の父）※単行本第8巻ドラマCD同梱版[100]
- ボクたちオトコの娘 〜アイドルデビュー編〜（瀬里の父）
- 四百二十連敗ガール（手島猛[101]）※原作第2巻特装版に同梱
- リピート・アフター・ミー?（ディエゴ吹き替え）

### BLCD
- 愛かもしれない ―山田ユギバンブーセレクションCD2―（柳の兄）
- 愛と欲望は学園で 4（忍屋伸太朗）
- アオゾラのキモチ -ススメ-（中山、批評家A、通行人A）
- 赤松とクロ（赤松兄、友達、おじさん）
- イロメ（男子A）
- YEBISUセレブリティーズ 5（バーテン）
  - YEBISUセレブリティーズ 6（大城崇（英語））
- COLD SLEEP（石井）
- 囀る鳥は羽ばたかない（鯨）
- 3シェイク（カメラマン）
- そして、ひらく扉（刑事・吉田）
- 手を伸ばせばはるかな海（客）
- NightS（第３話リプライ：マネージャー）
- NOW HERE（皆川雪）
- ≠ノットイコール（老人、同級生B）
- 秘書育成中。（城戸篤史）
- 秘密のゴミ箱でキスをして（神之園）
- 不機嫌で甘い爪痕（明智伸行、野川、店員、テレビ音声A）
- P.B.B. 2（中内）
- ラッキードッグ1 SPRING CHANCE（司会者）

### 吹き替え

#### 映画
- アウト・オブ・タイム（ジャック）
- ウルフクリーク/猟奇殺人谷
- 黒い家
- ゲットー・ボーイズ（ジャック）
- ゴージャス ※ポニーキャニオン版
- スパイな奴ら（ウ代理〈チョン・ギョウン〉）
- スピードスター
- ダークロード -闇夜の逃亡者-
- チャーリーズ・エンジェル
- BAD TIME バッドタイム（レオ）
- フィアー・フロム・デプス
- ブーリン家の姉妹
- フライト・デスティネーション
- フラッシュ・ゴードン
- ラブリーボーン

#### ドラマ
- ER XIV 緊急救命室 #7（ジェフリー〈デヴィッド・マギドフ〉）、#13（ウェイター）
- ER XV 緊急救命室 #10（ロベルト・オルティス〈カルロス・モレノ・Ｊｒ〉）
- WITHOUT A TRACE/FBI 失踪者を追え!
- NCIS 〜ネイビー犯罪捜査班
- ウェイバリー通りのウィザードたち
- ヴェロニカ・マーズ
- 気分はぐるぐる
- グレイス・アナトミー（ボー）
- ゴシップガール（ポール・ホフマン）シーズン3
- ディフェンダーズ 闘う弁護士（クイン・オハラハン）
- デスパレートな妻たち シーズン3
- PAN AM/パンナム
- ファン・ジニ（サンスの友達）
- プッシング・デイジー 〜恋するパイメーカー〜
- ブラザーズ&シスターズ
- BONES（シーズン2#17 マット神父、#18 リード、シーズン3 クラーク・エジソン）
- 名探偵モンク4 #14
- 名探偵モンク7 #1
- MAD MAN（ウィリアム）
- マット・ルブランの元気か〜い?ハリウッド!
- ヤング・スーパーマン

#### アニメ
- KND ハチャメチャ大作戦
- キャンプ・ラズロ（ランパス）
- ジャングル・ジャンクション（エリヴァン）
- チャギントン
- ビリー&マンディ

### デジタルコミック
- VOMIC GANTZ（2011年、田中星人）
- 公女殿下の家庭教師（2021年、教授[102]）
- 悪役令嬢レベル99 〜私は裏ボスですが魔王ではありません〜（2021年、学園長 ほか[103]）
- 千年狐 〜干宝「捜神記」より〜（2022年、召使 ほか[104]）

### オーディオブック
- オーディオドラマ 海賊とよばれた男（2014年、小松保男[105]）
- のぼうの城（2017年、大谷吉継）
- 悪人（2017年、石橋佳男）
- 日本人の英語（2017年、朗読[106]）
- もしも矢沢永吉が『桃太郎』を朗読したら（2017年、朗読[107]）
- 難しいことはわかりませんが、英語が話せる方法を教えてください!（2018年、朗読[108]）
- それでも僕は夢を見る（2019年、朗読[109]）
- 四つ話のクローバー（2019年、朗読[110]）
- 流浪の月（2023年、阿方[111]）

### ラジオ
※はインターネット配信。
- アニメ『生徒会役員共』が全部わかるラジオ、略して全ラ!（2010年、アニメイトTV※）
- もじゃ先輩とさくら君（2011年 - 2016年、ラジオ関西）
- アニメ『生徒会役員共』が全部わかるラジオMaxPower、略して全ラ!まっぱ!!（2012年、アニメイトTV※）
- 利根健太朗と折戸マリの赤坂That's団!（2012年 - 2015年、らじこん内※）
- アニメ『生徒会役員共*』が全部わかるラジオ Super Positive Nippon 略して全ラ！すっぽんぽん!!（2014年、アニメイトTV※）
- 煌うたわれるものらじお（2016年、音泉※）[112]
- 劇場版『生徒会役員共』が全部わかるラジオ Movie promotion danger sign略して全ラ!もろだし!!（2017年、アニメイトタイムズ※）
- 桜花裁きらじお斬（2017年 - 2018年、音泉※）[113]
- 利根健太朗とゆかいな仲間たち（2017年、マンガPark※）
- 利根健太朗2月にライオンを語る!（2018年、マンガPark※）
- ラジオぺ！こちら青山オペレッタ広報部（2020年 - 、朝日放送ラジオ）
- bayfm it! 月曜パートナー(2023年 - [注 2]、bayfm)
- 八剱伝ラジオ（2024年、Ci-en※・YouTube※）[114]

### インターネットテレビ
- 利根健太朗・緒方佑奈の検証TV!（2019年6月27日 - 、ニコニコ生放送（シーサイドチャンネル））[115]

### ラジオCD
- ラジオCD もじゃ先輩とさくら君 シリーズ Vol.1 - 9（2011年 - 2016年）

### 映像商品
- あどりぶ×検証TV！ コラボDVD（2019年）[116]
- SEASIDE SUMMER FESTIVAL 2019（2019年）[117]
- 洲崎西×検証TV！ コラボDVD（2020年）[118]
- SSちゃんねる×検証TV！ コラボDVD（2021年）[119]

### 舞台
- 劇団大富豪第2回公演 「また逢おうと竜馬は言った」（2006年12月22日 - 24日、浅草橋アドリブ小劇場）
- 青山オペレッタ THE STAGE 〜ノーヴァ・ステラ／新しい星〜（2021年4月22日 - 25日、渋谷区文化総合センター大和田 さくらホール）槙晋作 役[120]

### その他コンテンツ
- 茨城県近代美術館 『まよなかのびじゅつかん』（いきもののへや、つねさんのへや）
- パチンコDX ワンワンダービー Full （2010年、真島タロウ）
- クレシェンド 序章 花祭りの夜（2019年[121]、ダルトン、ベッポの手下[122]）
- ファンタジア文庫『人気声優とイチャイチャして結婚するラブコメ』PV（2021年、ナレーション[123]）
- MF文庫J『純白と黄金』PV（2021年 - 2022年、ナレーション[124][125][126]）
- 『99回断罪されたループ令嬢ですが今世は「超絶愛されモード」ですって!? 〜真の力に目覚めて始まる100回目の人生〜』PV（2022年、ナレーション[127]）